# جورج ماير (لاعب كرة قدم)
جورج ماير (بالإنجليزية: George Meyer)‏ هو لاعب كرة قدم ومدرب كرة قدم أمريكي، ولد في 1923 في شيكاغو في الولايات المتحدة.